# Lista över olympiska medaljörer i landhockey
Det här är en komplett lista över alla medaljörer i landhockey vid olympiska spelen från 1908 till 2024.

## Damer
| Spel                            | Guld | Silver | Brons |
| Moskva 1980 Detaljer...         | Zimbabwe Elizabeth Chase Sandra Chick Gillian Cowley Patricia Davies Sarah English Maureen George Ann Grant Susan Huggett Patricia McKillop Brenda Phillips Christine Prinsloo Sonia Robertson Anthea Stewart Helen Volk Linda Watson                                           | Tjeckoslovakien Milada Blažková Jiřina Čermáková Jiřina Hájková Berta Hrubá Ida Hubáčková Jiřina Kadlecová Jarmila Králíčková Jiřina Křížová Alena Kyselicová Jana Lahodová Květa Petříčková Viera Podhányiová Iveta Šranková Marie Sýkorová Marta Urbanová Lenka Vymazalová                                              | Sovjetunionen Liailia Achmerova Natalia Buzunova Natalja Bykova Tatiana Embachtova Nadezjda Filippova Liudmila Frolova Lidia Glubokova Nelli Gorbatkova Jelena Gurjeva Galina Inzjuvatova Alina Cham Natella Krasnikova Nadezjda Ovetjkina Tatiana Sjvyganova Galina Viuzjanina Valentina Zazdravnych |
| Los Angeles 1984 Detaljer...    | Nederländerna Carina Benninga Fieke Boekhorst Marjolein Eijsvogel Det de Beus Irene Hendriks Elsemiek Hillen Sandra Le Poole Anneloes Nieuwenhuizen Martine Ohr Alette Pos Lisette Sevens Marieke van Doorn Aletta van Manen Sophie von Weiler Laurien Willemse Margriet Zegers | Västtyskland Gabriele Appel Dagmar Breiken Beate Deininger Elke Drüll Birgit Hagen Birgit Hahn Martina Koch Sigrid Landgraf Corinna Lingnau Christina Moser Patricia Ott Hella Roth Gabriela Schley Susanne Schmid Ursula Thielemann Andrea Weiermann-Lietz                                                               | USA Beth Anders Beth Beglin Regina Buggy Gwen Cheeseman Sheryl Johnson Christine Larson-Mason Kathleen McGahey Anita Miller Leslie Milne Charlene Morett Diane Moyer Marcella Place Karen Shelton Brenda Stauffer Julie Staver Judy Strong                                                            |
| Seoul 1988 Detaljer...          | Australien Tracey Belbin Deborah Bowman Lee Capes Michelle Capes Sally Carbon Elspeth Clement Loretta Dorman Maree Fish Rechelle Hawkes Lorraine Hillas Kathleen Partridge Sharon Patmore Jackie Pereira Sandra Pisani Kim Small Liane Tooth                                    | Sydkorea Chang Eun-Jung Cho Ki-Hyang Choi Choon-Ok Chung Eun-Kyung Chung Sang-Hyun Han Gum-Shil Han Ok-Kyung Hwang Keum-Sook Jin Won-Sim Kim Mi-Sun Kim Soon-Duk Kim Young-Sook Lim Kye-Sook Park Soon-Ja Seo Hyo-Sun Seo Kwang-Mi                                                                                        | Nederländerna Willemien Aardenburg Carina Benninga Marjolein Eijsvogel Yvonne Buter Det de Beus Annemieke Fokke Noor Holsboer Helen van der Ben Lisanne Lejeune Anneloes Nieuwenhuizen Martine Ohr Marieke van Doorn Aletta van Manen Sophie von Weiler Laurien Willemse Ingrid Wolff                 |
| Barcelona 1992 Detaljer...      | Spanien María Carmen Barea Sonia Barrio Mercedes Coghen Cèlia Corres Natalia Dorado Nagore Gabellanes Mariví González Anna Maiques Silvia Manrique Elisabeth Maragall María Isabel Martínez Teresa Motos Nuria Olivé Virginia Ramírez María Ángeles Rodríguez Maider Tellería   | Tyskland Britta Becker Tanja Dickenscheid Nadine Ernsting-Krienke Christine Ferneck Eva Hagenbäumer Franziska Hentschel Caren Jungjohann Katrin Kauschke Irina Kuhnt Heike Lätzsch Susanne Müller Tina Peters Simone Thomaschinski Bianca Weiss Anke Wild Susie Wollschläger                                              | Storbritannien Jill Atkins Lisa Bayliss Karen Brown Vickey Dixon Susan Fraser Wendy Fraser Kathryn Johnson Sandy Lister Jackie McWilliams Tammy Miller Helen Morgan Mary Nevill Mandy Nicholls Alison Ramsay Jane Sixsmith Joanne Thompson                                                            |
| Atlanta 1996 Detaljer...        | Australien Michelle Andrews Alyson Annan Louise Dobson Renita Farrell Juliet Haslam Rechelle Hawkes Clover Maitland Karen Marsden Jenny Morris Jackie Pereira Nova Peris-Kneebone Katrina Powell Lisa Powell Danni Roche Kate Starre Liane Tooth                                | Sydkorea Chang Eun-Jung Cho Eun-Jung Choi Eun-Kyung Choi Mi-Soon Jeon Young-Sun Jin Deok-San Kim Myung-Ok Kwon Soo-Hyun Kwon Chang-Sook Lee Eun-Kyung Lee Eun-Young Lee Ji-Young Lim Jeong-Sook Oh Seung-Shin Woo Hyun-Jung You Jae-Sook                                                                                  | Nederländerna Stella de Heij Wietske de Ruiter Mijntje Donners Willemijn Duyster Noor Holsboer Nicole Koolen Ellen Kuipers Jeannette Lewin Suzanne Plesman Florentine Steenberghe Margje Teeuwen Carole Thate Jacqueline Toxopeus Fleur van de Kieft Dillianne van den Boogaard Suzan van der Wielen  |
| Sydney 2000 Detaljer...         | Australien Kate Allen Alyson Annan Lisa Carruthers Renita Farrell Juliet Haslam Rechelle Hawkes Nikki Hudson Rachel Imison Clover Maitland Claire Mitchell-Taverner Jenny Morris Alison Peek Katrina Powell Angie Skirving Kate Starre Julie Towers                             | Argentina Magdalena Aicega Mariela Antoniska Inés Arrondo Luciana Aymar María Paz Ferrari Anabel Gambero Soledad García María de la Paz Hernández Laura Maiztegui Mercedes Margalot Karina Masotta Vanina Oneto Jorgelina Rimoldi Cecilia Rognoni Ayelén Stepnik Paola Vukojicic                                          | Nederländerna Minke Booij Ageeth Boomgaardt Julie Deiters Mijntje Donners Fatima Moreira de Melo Clarinda Sinnige Hanneke Smabers Minke Smabers Margje Teeuwen Carole Thate Daphne Touw Fleur van de Kieft Dillianne van den Boogaard Macha van der Vaart Suzan van der Wielen Myrna Veenstra         |
| Aten 2004 Detaljer...           | Tyskland Tina Bachmann Caroline Casaretto Nadine Ernsting-Krienke Franziska Gude Mandy Haase Natascha Keller Denise Klecker Anke Kühn Heike Lätzsch Badri Latif Sonja Lehmann Silke Müller Fanny Rinne Marion Rodewald Louisa Walter Julia Zwehl                                | Nederländerna Minke Booij Chantal de Bruijn Lisanne de Roever Mijntje Donners Sylvia Karres Fatima Moreira de Melo Eefke Mulder Maartje Scheepstra Janneke Schopman Clarinda Sinnige Minke Smabers Jiske Snoeks Macha van der Vaart Miek van Geenhuizen Lieve van Kessel                                                  | Argentina Magdalena Aicega Mariela Antoniska Inés Arrondo Luciana Aymar Claudia Burkart Marina di Giacomo Soledad García Mariana González Alejandra Gulla María de la Paz Hernández Mercedes Margalot Vanina Oneto Cecilia Rognoni Mariné Russo Ayelén Stepnik Paola Vukojicic                        |
| Peking 2008 Detaljer...         | Nederländerna Maartje Goderie Maartje Paumen Naomi van As Minke Smabers Marilyn Agliotti Minke Booij Wieke Dijkstra Sophie Polkamp Ellen Hoog Lidewij Welten Lisanne de Roever Miek van Geenhuizen Eva de Goede Janneke Schopman Eefke Mulder Fatima Moreira de Melo            | Kina Ren Ye Zhang Yimeng Gao Lihua Chen Qiuqi Zhao Yudiao Li Hongxia Cheng Hui Tang Chunling Zhou Wanfeng Ma Yibo Fu Baorong Pan Fengzhen Huang Junxia Song Qingling Li Shuang Chen Zhaoxia | Argentina Paola Vukojicic Belén Succi Magdalena Aicega Mercedes Margalot Mariana Rossi Noel Barrionuevo Giselle Kañevsky Claudia Burkart Luciana Aymar Mariné Russo Mariana González Oliva Soledad García Alejandra Gulla María de la Paz Hernández Carla Rebecchi Rosario Luchetti                   |
| London 2012 Detaljer...         | Nederländerna Kitty van Male Carlien Dirkse van den Heuvel Kelly Jonker Maartje Goderie Lidewij Welten Maartje Paumen Naomi van As Ellen Hoog Sophie Polkamp Joyce Sombroek Kim Lammers Eva de Goede Marilyn Agliotti Merel de Blaeij Margot van Geffen Caia van Maasakker      | Argentina Laura del Colle Rosario Luchetti Macarena Rodríguez Luciana Aymar Carla Rebecchi Delfina Merino Martina Cavallero Florencia Habif Rocío Sánchez Moccia Daniela Sruoga Sofía Maccari Mariela Scarone Silvina D'Elía Noel Barrionuevo Josefina Sruoga Florencia Mutio                                             | Storbritannien Beth Storry Emily Maguire Laura Unsworth Crista Cullen Anne Panter Hannah Macleod Helen Richardson Kate Walsh Chloe Rogers Laura Bartlett Alex Danson Georgie Twigg Ashleigh Ball Sally Walton Nicola White Sarah Thomas                                                               |
| Rio de Janeiro 2016 Detaljer... | Storbritannien Maddie Hinch Laura Unsworth Crista Cullen Hannah Macleod Georgie Twigg Helen Richardson-Walsh Susannah Townsend Kate Richardson-Walsh Sam Quek Alex Danson Giselle Ansley Sophie Bray Hollie Webb Shona McCallin Lily Owsley Nicola White                        | Nederländerna Joyce Sombroek Xan de Waard Kitty van Male Laurien Leurink Willemijn Bos Marloes Keetels Carlien Dirkse van den Heuvel Kelly Jonker Maria Verschoor Lidewij Welten Caia van Maasakker Maartje Paumen Naomi van As Ellen Hoog Margot van Geffen Eva de Goede                                                 | Tyskland Nike Lorenz Selin Oruz Anne Schröder Lisa Schütze Charlotte Stapenhorst Katharina Otte Janne Müller-Wieland Hannah Krüger Jana Teschke Lisa Altenburg Franzisca Hauke Cécile Pieper Marie Mävers Annika Sprink Julia Müller Pia-Sophie Oldhafer Kristina Reynolds                            |
| Tokyo 2020 Detaljer...          | Nederländerna | Argentina | Storbritannien |
| Tokyo 2020 Detaljer...          | Felice Albers Eva de Goede Xan de Waard Marloes Keetels Josine Koning Sanne Koolen Laurien Leurink Frédérique Matla Freeke Moes Laura Nunnink Malou Pheninckx Pien Sanders Lauren Stam Margot van Geffen Stella van Gils Caia van Maasakker Maria Verschoor Lidewij Welten      | Agustina Albertario Agostina Alonso Noel Barrionuevo Valentina Costa Biondi Emilia Forcherio Agustina Gorzelany María José Granatto Victoria Granatto Julieta Jankunas Sofía Maccari Delfina Merino Valentina Raposo Rocío Sánchez Moccia Micaela Retegui Victoria Sauze Belén Succi Sofía Toccalino Eugenia Trinchinetti | Giselle Ansley Grace Balsdon Amy Costello Fiona Crackles Sarah Evans Maddie Hinch Sarah Jones Hannah Martin Shona McCallin Lily Owsley Hollie Pearne-Webb Isabelle Petter Ellie Rayer Sarah Robertson Anna Toman Susannah Townsend Laura Unsworth Leah Wilkinson                                      |
| Paris 2024 Detaljer...          | Nederländerna | Kina | Argentina |
| Paris 2024 Detaljer...          | Xan de Waard Anne Veenendaal Luna Fokke Freeke Moes Lisa Post Yibbi Jansen Renée van Laarhoven Felice Albers Maria Verschoor Sanne Koolen Frédérique Matla Joosje Burg Marleen Jochems Pien Sanders Marijn Veen Laura Nunnink Pien Dicke                                        | Ou Zixia Ye Jiao Gu Bingfeng Yang Liu Zhang Ying Chen Yi Ma Ning Li Hong Dan Wen Zou Meirong He Jiangxin Fan Yunxia Chen Yang Xu Wenyu Zhong Jiaqi Tan Jinzhuang Yu Anhui | Rocío Sánchez Moccia Sofía Toccalino Agustina Gorzelany Valentina Raposo Agostina Alonso Agustina Albertario María José Granatto Cristina Cosentino Victoria Sauze Sofía Cairó Eugenia Trinchinetti Lara Casas Juana Castellaro Pilar Campoy Julieta Jankunas Zoe Díaz                                |

## Herrar
| Spel                            | Guld | Silver | Brons |
| London 1908 Detaljer...         | Storbritannien England Louis Baillon Harry Freeman Eric Green Gerald Logan Alan Noble Edgar Page Reggie Pridmore Percy Rees John Yate Robinson Stanley Shoveller Harvey Wood | Storbritannien Irland Edward Allman-Smith Henry Brown Walter Campbell William Graham Richard Gregg Edward Holmes Robert Kennedy Henry Murphy Walter Peterson Charles Power Frank Robinson | Storbritannien Skottland Alexander Burt John Burt Alastair Denniston Charles Foulkes Hew Fraser James Harper-Orr Ivan Laing Hugh Neilson Gordon Orchardson Norman Stevenson Hugh Walker |
| London 1908 Detaljer...         | Storbritannien England Louis Baillon Harry Freeman Eric Green Gerald Logan Alan Noble Edgar Page Reggie Pridmore Percy Rees John Yate Robinson Stanley Shoveller Harvey Wood | Storbritannien Irland Edward Allman-Smith Henry Brown Walter Campbell William Graham Richard Gregg Edward Holmes Robert Kennedy Henry Murphy Walter Peterson Charles Power Frank Robinson | Storbritannien Wales Frank Connah Llewellyn Evans Arthur Law Richard Lyne Wilfred Pallott Frederick Phillips Edward Richards Charles Shephard Bertrand Turnbull Philip Turnbull James Williams |
| Stockholm 1912                  | ingick inte i det olympiska programmet | ingick inte i det olympiska programmet | ingick inte i det olympiska programmet |
| Antwerpen 1920 Detaljer...      | Storbritannien Charles Atkin John Bennett Colin Campbell Harold Cassels Harold Cooke Eric Crockford Reginald Crummack Harry Haslam Arthur Leighton Charles Marcon John McBryan George McGrath Stanley Shoveller William Smith Cyril Wilkinson                                                                             | Danmark Hans Bjerrum Ejvind Blach Niels Blach Steen Due Thorvald Eigenbrod Frands Faber Hans Jørgen Hansen Hans Herlak Henning Holst Erik Husted Paul Metz Andreas Rasmussen | Belgien André Becquet Pierre Chibert Raoul Daufresne de la Chevalerie Fernand de Montigny Charles Delelienne Louis Diercxsens Robert Gevers Adolphe Goemaere Charles Gniette Raymond Keppens René Strauwen Pierre Valcke Maurice van den Bemden Jean van Nerom                                                                      |
| Paris 1924                      | ingick inte i det olympiska programmet | ingick inte i det olympiska programmet | ingick inte i det olympiska programmet |
| Amsterdam 1928 Detaljer...      | Indien Richard Allen Dhyan Chand Maurice Gateley William Goodsir-Cullen Leslie Hammond Feroze Khan George Marthins Rex Norris Broome Pinniger Michael Rocque Frederic Seaman Ali Shaukat Jaipal Singh Sayed Yusuf Kher Singh Gill                                                                                         | Nederländerna Jan Ankerman Jan Brand Rein de Waal Emile Duson Gerrit Jannink Adriaan Katte August Kop Ab Tresling Paul van de Rovaart Robert van der Veen Haas Visser 't Hooft C. J. J. Hardebeck T. F. Hubrecht G. Leembruggen H. J. L. Mangelaar Meertens Otto Muller von Czernicki W. J. van Citters C. J. van der Hagen Tonny van Lierop J. J. van Tienhoven van den Bogaard J. M. van Voorst van Beest N. Wenholt | Tyskland Bruno Boche Georg Brunner Heinz Förstendorf Erwin Franzkowiak Werner Freyberg Theodor Haag Hans Haussmann Kurt Haverbeck Aribert Heymann Herbert Hobein Fritz Horn Karl-Heinz Irmer Herbert Kemmer Herbert Müller Werner Proft Gerd Strantzen Rolf Wollner Heinz Wöltje Erich Zander Fritz Lincke Heinz Schäfer Kurt Weiss |
| Los Angeles 1932 Detaljer...    | Indien Richard Allen Muhammad Aslam Lal Bokhari Frank Brewin Richard Carr Dhyan Chand Leslie Hammond Arthur Hind Sayed Jaffar Masud Minhas Broome Pinniger Gurmit Singh Kullar Roop Singh William Sullivan Carlyle Tapsell                                                                                                | Japan Shunkichi Hamada Junzo Inohara Sadayoshi Kobayashi Haruhiko Kon Kenichi Konishi Hiroshi Nagata Eiichi Nakamura Yoshio Sakai Katsumi Shibata Akio Sohda Toshio Usami | USA William Boddington Harold Brewster Roy Coffin Amos Deacon Horace Disston Samuel Ewing James Gentle Henry Greer Lawrence Knapp David McMullin Leonard O'Brien Charles Sheaffer Frederick Wolters |
| Berlin 1936 Detaljer...         | Indien Richard Allen Dhyan Chand Ali Dara Lionel Emmett Peter Fernandes Joseph Galibardy Earnest Goodsir-Cullen Mohammed Hussain Sayed Jaffar Ahmed Khan Ahsan Khan Mirza Masood Cyril Michie Baboo Nimal Joseph Phillips Shabban Shahab-ud-Din G.S.Garewal Roop Singh Carlyle Tapsell                                    | Tyskland Hermann auf der Heide Ludwig Beisiegel Erich Cuntz Karl Dröse Alfred Gerdes Werner Hamel Harald Huffmann Erwin Keller Herbert Kemmer Werner Kubitzki Paul Mehlitz Karl Menke Fritz Messner Detlef Okrent Heinrich Peter Heinz Raack Carl Ruck Hans Scherbart Heinz Schmalix Tito Warnholtz Kurt Weiss Erich Zander                                                                                            | Nederländerna Henk de Looper Jan de Looper Aat de Roos Rein de Waal Piet Gunning Inge Heybroek Hans Schnitger René Sparenberg Ernst van den Berg Ru van der Haar Tonny van Lierop Max Westerkamp |
| London 1948 Detaljer...         | Indien Leslie Claudius Keshav Dutt Walter D'Souza Lawrie Fernandes Ranganathan Francis Gerry Glacken Akhtar Hussain Patrick Jansen Amir Kumar Kishan Lal Leo Pinto Jaswant Singh Rajput Latif-ur-Rehman Reginald Rodrigues Balbir Singh, Sr. Randhir Singh Gentle Grahanandan Singh K. D. Singh Trilochan Singh Maxie Vaz | Storbritannien Robert Adlard Norman Borrett David Brodie Ronald Davis William Griffiths Frederick Lindsay William Lindsay John Peake Frank Reynolds George Sime Michael Walford William White | Nederländerna André Boerstra Henk Bouwman Piet Bromberg Harry Derckx Han Drijver Dick Esser Roepie Kruize Jenne Langhout Dick Loggere Ton Richter Eddy Tiel Wim van Heel |
| Helsingfors 1952 Detaljer...    | Indien Leslie Claudius Meldric Daluz Keshav Dutt Chinadorai Deshmutu Ranganathan Francis Raghbir Lal Govind Perumal Muniswamy Rajgopal Balbir Singh, Sr. Randhir Singh Gentle Udham Singh Dharam Singh Grahanandan Singh K. D. Singh                                                                                      | Nederländerna Jules Ancion André Boerstra Harry Derckx Han Drijver Dick Esser Roepie Kruize Dick Loggere Lau Mulder Eddy Tiel Wim van Heel Leonard Wery | Storbritannien Denys Carnill John Cockett John Conroy Graham Dadds Derek Day Dennis Eagan Robin Fletcher Roger Midgley Richard Norris Neil Nugent Anthony Nunn Anthony John Robinson John Paskin Taylor |
| Melbourne 1956 Detaljer...      | Indien Leslie Claudius Ranganathan Francis Haripal Kaushik Amir Kumar Raghbir Lal Shankar Lakshman Govind Perumal Amit Singh Bakshi Raghbir Singh Bhola Balbir Singh, Sr. Hardyal Singh Garchey Randhir Singh Gentle Balkishan Singh Grewal Gurdev Singh Kullar Udham Singh Kullar Bakshish Singh Charles Stephen         | Pakistan Abdul Rashid Akhtar Hussain Munir Dar Ghulam Rasul Anwar Khan Habib Ali Kiddie Latif-ur-Rehman Manzoor Hussain Atif Motiullah Naseer Bunda Noor Alam Khursheed Aslam Abdul Waheed Mushtaq Ahmad Zakir Hussain | Tysklands förenade lag Günther Brennecke Hugo Budinger Werner Delmes Hugo Dollheiser Eberhard Ferstl Alfred Lücker Helmut Nonn Wolfgang Nonn Heinz Radzikowski Werner Rosenbaum Günther Ullerich |
| Rom 1960 Detaljer...            | Pakistan Abdul Hamid Rashid Abdul Abdul Waheed Bashir Ahmad Ghulam Rasul Anwar Khan Khursheed Aslam Habib Ali Kiddie Manzoor Hussain Atif Mushtaq Ahmad Motiullah Naseer Bunda Noor Alam Munir Dar | Indien Joseph Antic Leslie Claudius Jaman Lal Sharma Mohinder Lal Shankar Lakshman John Peter Govind Sawant Raghbir Singh Bhola Udham Singh Kullar Charanjit Singh Jaswant Singh Joginder Singh Prithipal Singh | Spanien Pedro Amat Francisco Caballer Juan Calzado José Colomer Carlos del Coso José Dinarés Eduardo Dualde Joaquín Dualde Rafael Egusquiza Ignacio Macaya Pedro Murúa Pedro Roig Luis Usoz Narciso Ventalló |
| Tokyo 1964 Detaljer...          | Indien Haripal Kaushik Mohinder Lal Shankar Lakshman Bandu Patil John Peter Ali Sayed Udham Singh Kullar Charanjit Singh Darshan Singh Dharam Singh Gurbux Singh Harbinder Singh Jagjit Singh Joginder Singh Prithipal Singh                                                                                              | Pakistan Abdul Hamid Mohammad Asad Malik Munir Dar Mahmood Khalid Anwar Khan Nawaz Khizar Azam Khurshid Muhammad Manna Manzoor Hussain Atif Mohammed Rashid Motiullah Tariq Niazi Saeed Anwar Aziz Tariq Hayat Zafar Uddin Zaka | Australien Mervyn Crossman Paul Dearing Raymond Evans Brian Glencross Robin Hodder John McBryde Donald McWatters Patrick Nilan Eric Pearce Julian Pearce Desmond Piper Donald Smart Anthony Waters Graham Wood |
| Mexico City 1968 Detaljer...    | Pakistan Abdul Rashid Jahangir Butt Tanvir Dar Gulraiz Akhtar Khalid Mahmood Mohammad Asad Malik Mohammad Ashfaq Tariq Niazi Riaz Ahmad Riazuddin Saeed Anwar Tariq Aziz Zakir Hussain | Australien Paul Dearing Raymond Evans Brian Glencross Robert Haigh Donald Martin James Mason Patrick Nilan Eric Pearce Gordon Pearce Julian Pearce Desmond Piper Fred Quine Ronald Riley Donald Smart | Indien Rajendra Christy Krishnamurty Perumal John Peter Inamur Rehaman Munir Sait Ajitpal Singh Balbir Singh (I) Balbir Singh (II) Balbir Singh (III) Gurbux Singh Harbinder Singh Harmik Singh Inder Singh Prithipal Singh Tarsem Singh                                                                                            |
| München 1972 Detaljer...        | Västtyskland Wolfgang Baumgart Horst Dröse Dieter Freise Werner Kaessmann Carsten Keller Detlev Kittstein Ulrich Klaes Peter Kraus Michael Krause Michael Peter Wolfgang Rott Fritz Schmidt Rainer Seifert Wolfgang Strödter Eckart Suhl Eduard Thelen Peter Trump Ulrich Vos                                             | Pakistan Abdul Rashid Akhtar Rasool Ul Akhtar Jahangir Butt Ur Fazal Islahuddin Siddique Mohammad Asad Malik Shahnaz Sheikh Munawwaruz Zaman Ahmad Riaz Saeed Anwar Saleem Sherwani Iftikar Syed Mudassar Syed Zahid Sheikh | Indien B.P. Govinda Charles Cornelius Manuel Frederick Michael Kindo Ashok Kumar M.P. Ganesh Krishnamurty Perumal Ajitpal Singh Harbinder Singh Harcharan Singh Harmik Singh Kulwant Singh Mukhbain Singh Varinder Singh |
| Montréal 1976 Detaljer...       | Nya Zeeland Paul Ackerley Jeff Archibald Arthur Borren Alan Chesney John Christensen Greg Dayman Tony Ineson Barry Maister Selwyn Maister Trevor Manning Alan McIntyre Neil McLeod Arthur Parkin Mohan Patel Ramesh Patel Les Wilson                                                                                      | Australien David Bell Greg Browning Ric Charlesworth Ian Cooke Barry Dancer Douglas Golder Robert Haigh Wayne Hammond Jim Irvine Malcolm Poole Robert Proctor Graeme Reid Ronald Riley Trevor Smith Terry Walsh | Pakistan Abdul Rashid Akhtar Rasool Mahmood Arshad Arshad Chaudhry Hanif Khan Islahuddin Siddique Samiullah Khan Hassan Manzoor Manzoor Hussain Munawwaruz Zaman Zia Qamar Saleem Nazim Shahnaz Sheikh Saleem Sherwani Iftikar Syed Mudassar Syed                                                                                   |
| Moskva 1980 Detaljer...         | Indien Vasudevan Baskaran Bir Bhadur Chettri Sylvanus Dung Dung Merwyn Fernandes Zafar Iqbal Maharaj Krishan Kaushik Charanjit Kumar Sommayya Maneypande Allan Schofield Mohamed Shahid Davinder Singh Gurmail Singh Amarjit Singh Rana Rajinder Singh Ravinder Pal Singh Surinder Singh Sodhi                            | Spanien Juan Amat Juan Arbós Jaime Arbós Javier Cabot Ricardo Cabot Miguel Chaves Juan Coghen Miguel de Paz Francisco Fábregas José Garcia Rafael Garralda Santiago Malgosa Paulino Monsalve Juan Pellón Carlos Roca Jaime Zumalacárregui | Sovjetunionen Sos Hajrapetjan Minneula Azizov Valeri Beljakov Viktor Deputatov Aleksandr Gontjarov Aleksandr Gusev Sergei Klevtsov Viatjeslav Lampeev Aleksandr Miasnikov Michail Nitjepurenko Leonid Pavlovskij Sergej Plesjakov Vladimir Plesjakov Aleksandr Sychyov Oleg Zagorodnev Farit Zigangirov                             |
| Los Angeles 1984 Detaljer...    | Pakistan Rashidul Hasan Tauqeer Dar Ishtiaq Ahmed Kalimullah Khan Khalid Hamid Hanif Khan Shahid Ali Khan Manzoor Hussain Ayaz Mehmood Syed Ghulam Moinuddin Mushtaq Ahmad Naeem Akhtar Nasir Ali Qasim Zia Hassan Sardar Saleem Sherwani                                                                                 | Västtyskland Christian Bassemir Stefan Blöcher Dirk Brinkmann Heiner Dopp Carsten Fischer Tobias Frank Volker Fried Thomas Gunst Horst-Ulrich Hänel Karl-Joachim Hürter Andreas Keller Reinhard Krull Michael Peter Thomas Reck Ekkhard Schmidt-Opper Markku Slawyk | Storbritannien Paul Barber Stephen Batchelor Kulbir Bhaura Robert Cattrall Richard Dodds James Duthie Norman Hughes Sean Kerly Richard Leman Stephen Martin William McConnell Veryan Pappin Jon Potter Mark Precious Ian Taylor David Westcott                                                                                      |
| Seoul 1988 Detaljer...          | Storbritannien Paul Barber Stephen Batchelor Kulbir Bhaura Robert Clift Richard Dodds David Faulkner Russell Garcia Martyn Grimley Sean Kerly Jimmy Kirkwood Richard Leman Stephen Martin Veryan Pappin Jon Potter Imran Sherwani Ian Taylor                                                                              | Västtyskland Stefan Blöcher Dirk Brinkmann Thomas Brinkmann Heiner Dopp Hans-Henning Fastrich Carsten Fischer Tobias Frank Volker Fried Horst-Ulrich Hänel Michael Hilgers Andreas Keller Michael Metz Andreas Mollandin Thomas Reck Christian Schliemann Ekkhard Schmidt-Opper | Nederländerna Marc Benninga Floris Jan Bovelander Jacques Brinkman Maurits Crucq Marc Delissen Cees Jan Diepeveen Patrick Faber Ronald Jansen René Klaassen Hendrik Jan Kooijman Hidde Kruize Frank Leistra Erik Parlevliet Gert Jan Schlatmann Tim Steens Taco van den Honert                                                      |
| Barcelona 1992 Detaljer...      | Tyskland Andreas Becker Christian Blunck Carsten Fischer Volker Fried Michael Hilgers Andreas Keller Michael Knauth Oliver Kurtz Christian Mayerhöfer Sven Meinhardt Michael Metz Klaus Michler Christopher Reitz Stefan Saliger Jan-Peter Tewes Stefan Tewes                                                             | Australien John Bestall Warren Birmingham Lee Bodimeade Ashley Carey Gregory Corbitt Stephen Davies Damon Diletti Lachlan Dreher Lachlan Elmer Dean Evans Paul Lewis Graham Reid Jay Stacy David Wansbrough Ken Wark Michael York | Pakistan Anjum Saeed Farhat Hassan Khan Khalid Bashir Khawaja Junaid Mansoor Ahmed Asif Bajwa Muhammad Akhlaq Ahmed Muhammad Khalid Muhammad Qamar Ibrahim Musaddiq Hussain Rana Mujahid Shahbaz Ahmed Muhammad Shahbaz Shahid Ali Khan Tahir Zaman Wasim Feroz                                                                     |
| Atlanta 1996 Detaljer...        | Nederländerna Floris Jan Bovelander Jacques Brinkman Maurits Crucq Teun de Nooijer Marc Delissen Jeroen Delmee Ronald Jansen Erik Jazet Leo Gebbink Bram Lomans Taco van den Honert Tycho van Meer Wouter van Pelt Remco van Wijk Stephan Veen Guus Vogels                                                                | Spanien Jaime Amat Pablo Amat Javier Arnau Jordi Arnau Oscar Barrena Ignacio Cobos Juan Dinarés Juan Escarré Xavier Escudé Juantxo García-Mauriño Antonio González Ramón Jufresa Joaquín Malgosa Victor Pujol Ramón Sala Pablo Usoz | Australien Stuart Carruthers Baeden Choppy Stephen Davies Damon Diletti Lachlan Dreher Lachlan Elmer Brendan Garard Paul Gaudoin Mark Hager Paul Lewis Grant Smith Matthew Smith Daniel Sproule Jay Stacy Ken Wark Michael York |
| Sydney 2000 Detaljer...         | Nederländerna Jacques Brinkman Jaap-Derk Buma Teun de Nooijer Jeroen Delmee Marten Eikelboom Piet-Hein Geeris Ronald Jansen Erik Jazet Bram Lomans Sander van der Weide Wouter van Pelt Diederik van Weel Remco van Wijk Stephan Veen Guus Vogels Peter Windt                                                             | Sydkorea Han Hyung-Bae Hwang Jong-Hyun Jeon Hong-Kwon Jeon Jong-Ha Ji Seung-Hwan Kang Keon-Wook Kim Chel-Hwan Kim Jung-Chul Kim Kyung-Seok Kim Yong-Bae Kim Yoon Lim Jong-Chun Lim Jung-Woo Seo Jong-Ho Song Seung-Tae Yeo Woon-Kon | Australien Michael Brennan Adam Commens Stephen Davies Damon Diletti Lachlan Dreher Jason Duff Troy Elder James Elmer Paul Gaudoin Stephen Holt Brent Livermore Daniel Sproule Jay Stacy Craig Victory Matthew Wells Michael York                                                                                                   |
| Aten 2004 Detaljer...           | Australien Michael Brennan Travis Brooks Dean Butler Liam de Young Jamie Dwyer Nathan Eglington Troy Elder Bevan George Robert Hammond Mark Hickman Mark Knowles Brent Livermore Michael McCann Stephen Mowlam Grant Schubert Matthew Wells                                                                               | Nederländerna Matthijs Brouwer Ronald Brouwer Teun de Nooijer Jeroen Delmee Geert-Jan Derikx Rob Derikx Marten Eikelboom Floris Evers Erik Jazet Karel Klaver Jesse Mahieu Rob Reckers Taeke Taekema Sander van der Weide Klaas Veering Guus Vogels | Tyskland Clemens Arnold Christoph Bechmann Sebastian Biederlack Philipp Crone Eike Duckwitz Christoph Eimer Björn Emmerling Florian Kunz Björn Michel Sascha Reinelt Justus Scharowsky Christian Schulte Tibor Weissenborn Timo Wess Matthias Witthaus Christopher Zeller                                                           |
| Peking 2008 Detaljer...         | Tyskland Philip Witte Maximilian Müller Sebastian Biederlack Carlos Nevado Moritz Fürste Jan-Marco Montag Tobias Hauke Tibor Weissenborn Benjamin Wess Niklas Meinert Timo Wess Oliver Korn Christopher Zeller Max Weinhold Matthias Witthaus Florian Keller Philipp Zeller                                               | Spanien Francisco Cortes Santiago Freixa Francisco Fábregas Victor Sojo Alex Fabregas Pablo Amat Eduardo Tubau Roc Oliva Juan Fernandez Ramon Alegre Xavier Ribas Albert Sala Rodrigo Garza Sergi Enrique Eduard Arbos David Alegre | Australien Jamie Dwyer Liam de Young Robert Hammond Mark Knowles Eddie Ockenden David Guest Luke Doerner Grant Schubert Bevan George Andre Smith Stephen Lambert Eli Matheson Matthew Wells Travis Brooks Kiel Brown Fergus Kavanagh Des Abbott                                                                                     |
| London 2012 Detaljer...         | Tyskland Maximilian Müller Martin Häner Oskar Deecke Christopher Wesley Moritz Fürste Tobias Hauke Jan-Philipp Rabente Benjamin Wess Timo Wess Oliver Korn Christopher Zeller Max Weinhold Matthias Witthaus Florian Fuchs Philipp Zeller Thilo Stralkowski                                                               | Nederländerna Jaap Stockmann Klaas Vermeulen Marcel Balkestein Wouter Jolie Roderick Weusthof Robbert Kemperman Teun de Nooijer Sander Baart Floris Evers Bob de Voogd Sander de Wijn Rogier Hofman Robert van der Horst Billy Bakker Valentin Verga Mink van der Weerden | Australien Mark Knowles Jamie Dwyer Liam de Young Simon Orchard Glenn Turner Chris Ciriello Matthew Butturini Russell Ford Eddie Ockenden Joel Carroll Matthew Gohdes Tim Deavin Matthew Swann Nathan Burgers Kieran Govers Fergus Kavanagh                                                                                         |
| Rio de Janeiro 2016 Detaljer... | Argentina Juan Manuel Vivaldi Gonzalo Peillat Juan Ignacio Gilardi Facundo Callioni Lucas Rey Matías Paredes Joaquín Menini Lucas Vila Ignacio Ortiz Juan Martín López Juan Manuel Saladino Matías Rey Manuel Brunet Agustín Mazzilli Lucas Rossi Pedro Ibarra                                                            | Belgien Arthur Van Doren John-John Dohmen Florent van Aubel Sebastien Dockier Cédric Charlier Gauthier Boccard Emmanuel Stockbroekx Thomas Briels Felix Denayer Vincent Vanasch Simon Gougnard Loïck Luypaert Tom Boon Jérôme Truyens Elliot Van Strydonck Tanguy Cosyns | Tyskland Nicolas Jacobi Mathias Müller Linus Butt Martin Häner Moritz Trompertz Mats Grambusch Christopher Wesley Timm Herzbruch Tobias Hauke Tom Grambusch Christopher Rühr Martin Zwicker Moritz Fürste Florian Fuchs Timur Oruz Niklas Wellen                                                                                    |
| Tokyo 2020 Detaljer...          | Belgien | Australien | Indien |
| Tokyo 2020 Detaljer...          | Gauthier Boccard Tom Boon Thomas Briels Cédric Charlier Félix Denayer Nicolas De Kerpel Arthur De Sloover Sébastien Dockier John-John Dohmen Simon Gougnard Alexander Hendrickx Antoine Kina Loïck Luypaert Augustin Meurmans Victor Wegnez Vincent Vanasch Florent Van Aubel Arthur Van Doren                            | Daniel Beale Joshua Beltz Tim Brand Andrew Charter Tom Craig Matt Dawson Blake Govers Jeremy Hayward Tim Howard Dylan Martin Trent Mitton Eddie Ockenden Flynn Ogilvie Lachlan Sharp Joshua Simmonds Jacob Whetton Tom Wickham Aran Zalewski | Dilpreet Singh Rupinder Pal Singh Surender Kumar Manpreet Singh Hardik Singh Gurjant Singh Simranjeet Singh Mandeep Singh Harmanpreet Singh Lalit Upadhyay P.R. Sreejesh Sumit Nilakanta Sharma Shamsher Singh Varun Kumar Birendra Lakra Amit Rohidas Vivek Prasad                                                                 |
| Paris 2024 Detaljer...          | Nederländerna | Tyskland | Indien |
| Paris 2024 Detaljer...          | Thierry Brinkman Jip Janssen Lars Balk Jonas de Geus Thijs van Dam Seve van Ass Jorrit Croon Justen Blok Derck de Vilder Floris Wortelboer Tjep Hoedemakers Koen Bijen Joep de Mol Pirmin Blaak Tijmen Reyenga Duco Telgenkamp Floris Middendorp                                                                          | Mats Grambusch Mathias Müller Lukas Windfeder Niklas Wellen Johannes Große Thies Prinz Paul-Philipp Kaufmann Teo Hinrichs Tom Grambusch Gonzalo Peillat Christopher Rühr Justus Weigand Marco Miltkau Martin Zwicker Hannes Müller Malte Hellwig Moritz Ludwig Jean Danneberg | Harmanpreet Singh Jarmanpreet Singh Abhishek Nain Manpreet Singh Hardik Singh Gurjant Singh Sanjay Mandeep Singh Lalit Upadhyay P.R. Sreejesh Sumit Walmiki Shamsher Singh Raj Kumar Pal Amit Rohidas Vivek Prasad Sukhjeet Singh                                                                                                   |